# Fjodor Alexandrowitsch Rall

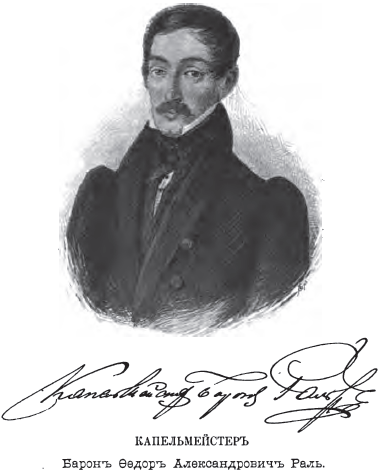
Fjodor Alexandrowitsch Rall (nach einem Aquarell von Michail Terebenjow)

Baron Fjodor Alexandrowitsch Rall (russisch Фёдор Александрович Раль; * 1802 in St. Petersburg; † 4. Julijul. / 16. Juli 1848greg. ebenda) war ein russischer Komponist und Dirigent.

## Leben
Ralls Eltern waren der Bankier Alexander Franz von Rall und Jelisaweta Nikolajewna Molwo (1768–1843), Tochter des reichen Zuckerfabrikanten Hermann Nikolaus Molwo. Rall begeisterte sich für die Musik, zumal das Haus seiner Eltern ein Zentrum der St. Petersburger Musik war. Er bekam Klavierunterricht von John Field und Charles Mayer. Im Alter von zwölf Jahren begann er, Musik für Orchester zu komponieren.
1821 trat Rall als Junker in das Olwiopoler Husarenregiment ein und wurde 1822 Kornett. Allerdings musste er wegen der Insolvenz seines Vaters den Militärdienst aufgeben, sodass er als Porutschik seinen Abschied nahm. 1826 war er Hofzeremonienmeister-Assistent für die Festparaden beim Begräbnis Alexanders I. 1831–1839 stand er im Dienst der St. Petersburger Polizei als Beauftragter des St. Petersburger Generalgouverneurs Pjotr Essen. Während dieser Zeit widmete sich Rall mehr der Musik und spielte alle Orchesterinstrumente, wie Wladimir Stassow feststellte.
1839 wurde Rall Kapellmeister im Dienste der Direktion der Kaiserlichen Theater. Er beaufsichtigte das Notenlager und richtete die Orchesterpartien der Opern und Ballette für die Bühne ein. 1843 beauftragte ihn die Direktion mit den Arrangements der bei Theateraufführungen benötigten Militärmusik einschließlich aller Vorbereitungen. Seitdem führte er mit dem Orchester der Marine-Garde regelmäßig Militärmusik mit stetig steigender Qualität auf der St. Petersburger Opernbühne auf. Während der Regierung Nikolaus I. durfte Rall trotz eines Verbots als Beamte in Uniform einen Schnurrbart tragen, um den Ansatz beim Spielen der Blasinstrumente nicht zu gefährden. So stellte ihn auch Michail Terebenjow auf einem Aquarell dar.
Im April 1842 begann Rall zusammen mit Michail Glinka dessen Oper Ruslan und Ljudmila für die Bühne vorzubereiten, wobei die Militärkapelle eine bedeutende Rolle spielen sollte und Rall selbst die Klavierpartie im Orchester übernahm. 1845 wurde die Oper Ruslan und Ljudmila vom Moskauer Bolschoi-Theater übernommen. Alle Partituren mit Ralls Arrangements gingen vermutlich aufgrund des Brandes 1853 im Bolschoi-Theater verloren.
Rall starb an der Cholera in St. Petersburg.